# Janne Virtanen
Janne Virtanen (nacido en 1968) es un strongman finlandés campeón de el hombre más fuerte del mundo en 2000.
Compitió por primera vez en este campeonato en 1999, y en 2001 salió en el tercer puesto. Desde entonces no se retiró del campeonato e incluso compitió en 2006.
Actualmente vive como carpintero en su país natal.
| El hombre más fuerte del mundo |                |                             |
| Precedido por: Jouko Ahola     | Primero (2000) | Sucedido por: Svend Karlsen |